# Karl Straube

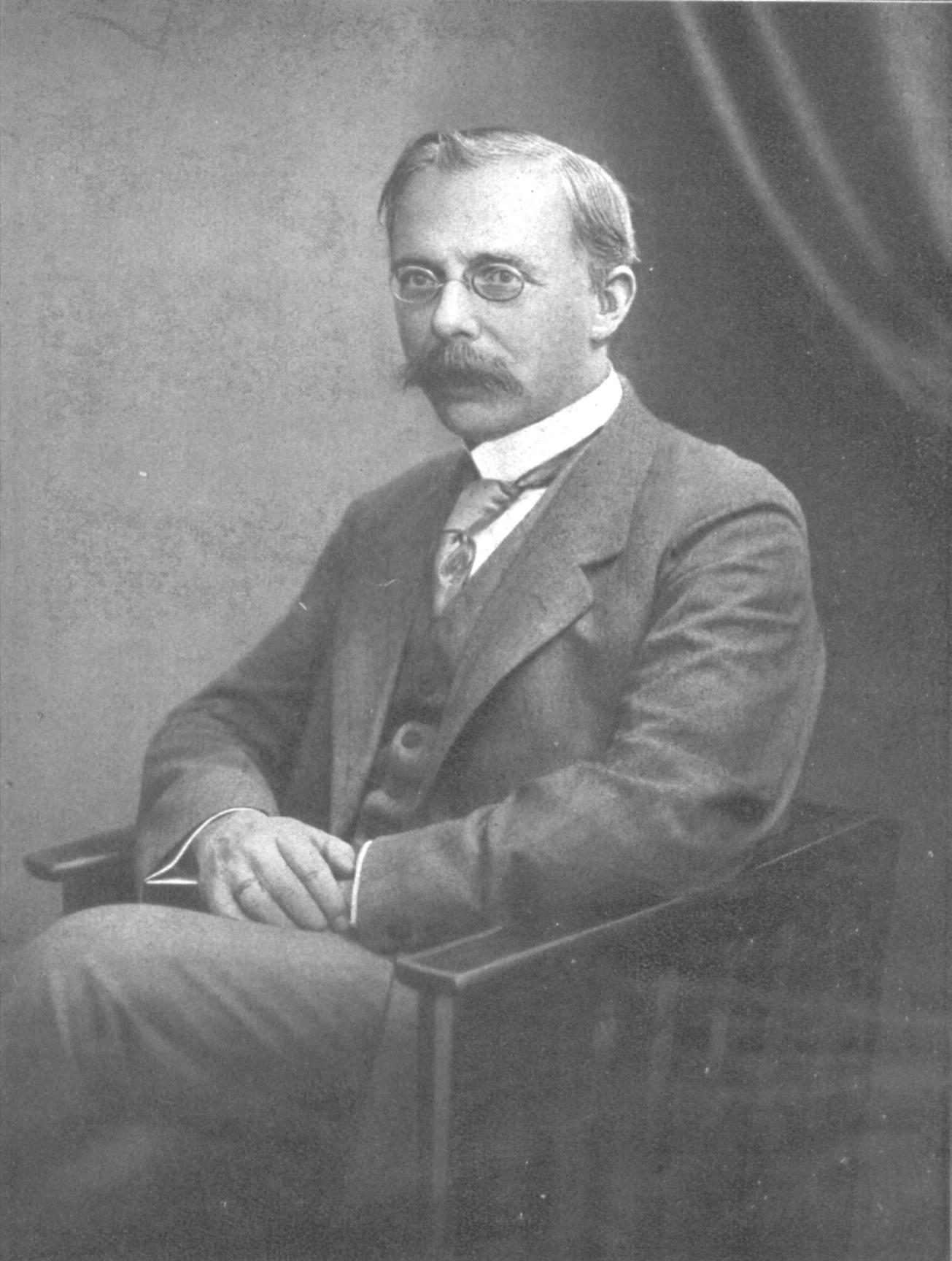
Karl Straube

Montgomery Rufus Karl Siegfried Straube (Berlijn, 6 januari 1873 - Leipzig, 27 april 1950) was een Duits organist en koordirigent.

## Loopbaan
Straube leerde orgel spelen van zijn vader, die organist was. Daarna vervolmaakte hij zich door zelfstudie. In 1897 werd hij organist in de dom van Wesel.
In januari 1903 werd Straube organist in de Thomaskirche in Leipzig. In hetzelfde jaar werd hij koordirigent van de Bachvereniging te Leipzig. In 1907 werd Straube leraar orgel aan de Hochschule für Musik und Theater „Felix Mendelssohn Bartholdy“ te Leipzig. In 1908 werd hij er professor.
In 1918 volgde hij Gustav Schreck op als Thomascantor. Hij maakte er Günther Ramin organist.
In 1920 voegde hij het koor van de Bachvereniging samen met dat van het Gewandhaus.
In de herfst van 1920 begeleidde hij de eerste buitenlandse reis van het Thomanerchor naar Denemarken en Noorwegen. In 1939 ging Straube met pensioen en Günther Ramin volgde hem op als Thomascantor.